# Technicolor

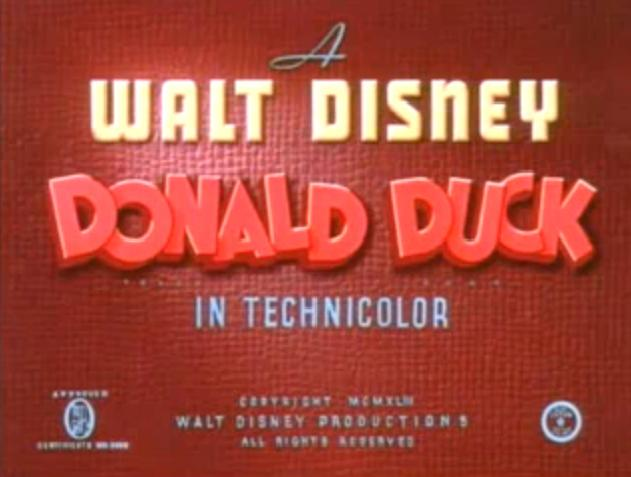
Título de un corto animado del Pato Donald de Walt Disney con el rótulo «en Technicolor». Muchos cortometrajes de animación estadounidenses de los años treinta y cuarenta se produjeron en Technicolor.

Technicolor, traducido como tecnicolor, es un proceso de cine en color inventado en 1916 y después mejorado a lo largo de varias décadas. Se trata del segundo proceso principal de este tipo, tras el británico Kinemacolor, y el más utilizado en Hollywood entre 1922 y 1952. Technicolor fue conocido y reconocido por su nivel saturado de color, y se usó más comúnmente para filmar musicales como El mago de Oz (1939) y Cantando bajo la lluvia (1952), películas de época como The Adventures of Robin Hood (1938) y Lo que el viento se llevó (1939), o de animación como Blancanieves (1937) o Fantasía (1940). Sin embargo, también se usó para comedias y dramas menos espectaculares, e incluso a veces en el cine negro, como en Que el cielo la juzgue (1945) o Niágara (1953).
«Technicolor» es la marca registrada de una serie de procesos de cine en color desarrollados por Technicolor Motion Picture Corporation (una subsidiaria de Technicolor, Inc), actualmente parte de la nueva empresa Technicolor, antigua Thomson. La Technicolor Motion Picture Corporation se fundó en Boston en 1914, y sus fundadores fueron Herbert Kalmus, Daniel Frost Comstock y W. Burton Wescott. La partícula «Tech» del nombre se inspiró en el Instituto de Tecnología de Massachusetts, donde Kalmus se graduó y fue después instructor. Technicolor, Inc se constituyó en Delaware en 1921.

## Historia

### Technicolor de dos colores

#### Proceso 1

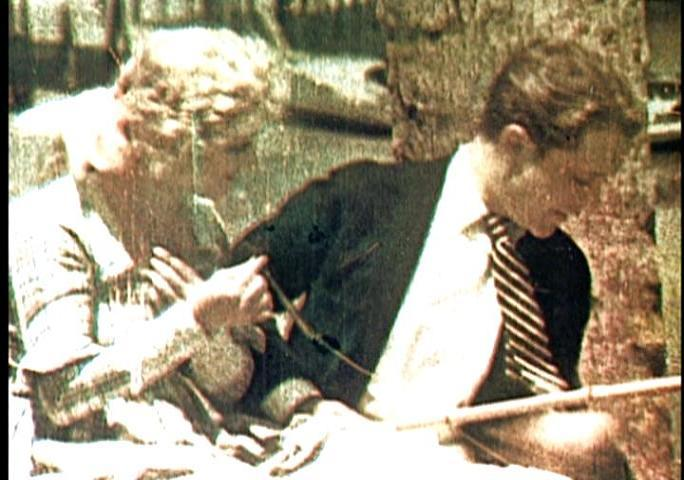
Fotograma de un fragmento superviviente de The Gulf Between (1917), primera película en Technicolor.

Originalmente Technicolor se creó como un sistema de dos colores (rojo y verde). En el Proceso 1, un prisma detrás de la lente de la cámara exponía dos fotogramas consecutivos en un solo negativo en blanco y negro, uno de los fotogramas bajo un filtro rojo, y el otro bajo un filtro verde. Como los dos fotogramas se exponían al mismo tiempo, la película debía filmarse y proyectarse al doble de velocidad. La exhibición requería un proyector especial con dos aperturas, una tras un filtro rojo y otra tras un filtro verde, dos lentes, y un prisma ajustable que alineaba las dos imágenes en la pantalla. Los resultados se hicieron públicos por primera vez al Instituto Americano de Ingenieros de Minas en Nueva York el 21 de febrero de 1917. La propia Technicolor produjo la única película filmada en el Proceso 1, The Gulf Between, que tuvo una distribución limitada en ciudades del este de Estados Unidos, comenzando con Boston y Nueva York en septiembre de 1917, principalmente para interesar a los productores de cine y los exhibidores en el color. La necesidad casi constante de un técnico para ajustar el alineamiento de la proyección condenó este proceso de color aditivo. Solo se conservan hoy en día algunos fragmentos de The Gulf Between, mostrando a la estrella Grace Darmond.

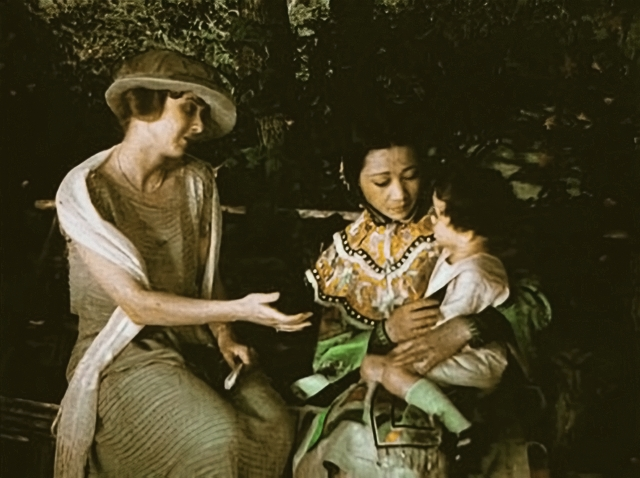
Fotograma de la película en Technicolor The Toll of the Sea (1922)

#### Proceso 2
Convencido de que los procesos de color aditivo no tenían futuro, Kalmus centró su atención en los procesos de color sustractivo, culminando en lo que sería conocido como el Proceso 2 (1922) (a veces llamado confusamente «de dos tiras»). Como antes, la cámara especial de Technicolor usaba un separador de luz que exponía simultáneamente dos fotogramas de una sola tira de película en blanco y negro, uno tras un filtro verde y el otro tras un filtro rojo.
La diferencia era que el negativo en dos componentes ahora se usaba para producir una película en color sustractivo. Como los colores estaban físicamente presentes en la copia, no se requería un equipamiento de proyección especial, y la correcta visualización de las dos imágenes no dependía de la habilidad del proyeccionista.
Los fotogramas expuestos tras el filtro verde se imprimían en una película en blanco y negro, y los fotogramas tras el filtro rojo se imprimían en otra película. Tras un desarrollo, cada película se cambiaba químicamente de color aplicándole un color complementario al del filtro correspondiente, tinte rojo para las imágenes de filtro verde, y tinte verde para las filtradas en rojo. A diferencia del tinte, que añade un velo uniforme de color a la imagen completa, el cambio químico de color reemplazaba la plata de la imagen en blanco y negro por una materia colorizada translúcida, de forma que las zonas oscuras quedaban fuertemente coloreadas y los tonos intermedios se coloreaban proporcionalmente. Las dos tiras, hechas de un grosor inferior al habitual, se pegaban entonces superpuestas para crear la copia de proyección en color. The Toll of the Sea debutó el 26 de noviembre de 1922 como la primera película de distribución general que usó el Technicolor.

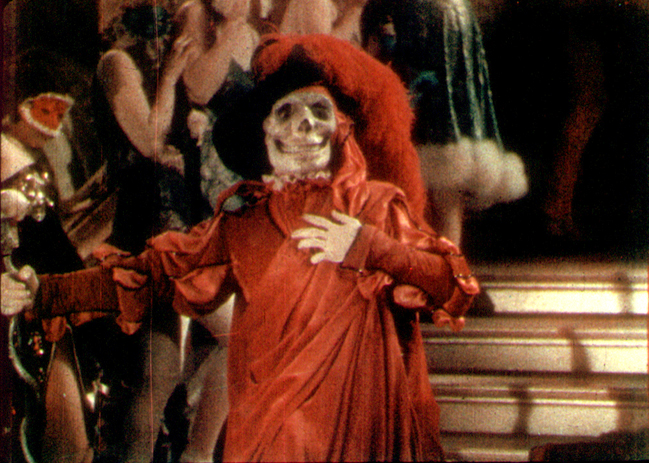
Fotograma de un segmento en Technicolor de El fantasma de la ópera (1925). Se trata de uno de los primeros usos del proceso en platós interiores, y demostró su versatilidad.

La segunda producción íntegra en color en este proceso, Wanderer of the Wasteland, se publicó en 1924. El proceso 2 también se usó para secuencias en color de películas de distribución mayoritaria como Los diez mandamientos (1923), El fantasma de la ópera (1925) y Ben-Hur (1925). The Black Pirate (1926), de Douglas Fairbanks, se convirtió en la cuarta producción filmada íntegramente en Technicolor.
Aunque de éxito comercial, el proceso 2 estuvo plagado de problemas técnicos. Como las imágenes de los dos lados de la película no estaban exactamente en el mismo plano, no se podían enfocar perfectamente al mismo tiempo. La importancia de este problema dependía de la profundidad de campo de la óptica del proyector. Más serio fue el problema de la hinchazón de la película. Las películas en general tendían a combarse tras el uso repetido. Cada vez que se proyectaba una película, cada fotograma se calentaba por la intensa luz del proyector, haciendo que se hinchara ligeramente. Después, se enfriaba, y la hinchazón remitía, pero no del todo. Se descubrió que las películas pegadas no solo tenían mucha tendencia a esa hinchazón, sino que la dirección de la misma podía de repente y aleatoriamente cambiar de la parte de atrás a la de delante o viceversa, así que incluso el proyeccionista más atento no podía evitar que la imagen de repente se desenfocara cuando cambiara esa dirección. Technicolor debía entonces suministrar copias nuevas para que les mandaran las copias deformadas a los laboratorios de Boston para aplanarlas, tras lo cual podían volver a la circulación, al menos por un tiempo. El grosor especial de la película y la presencia de capas de imágenes en ambas superficies hacía que las copias fueran especialmente vulnerables a los arañazos, y como los arañazos eran de colores muy vivos, suponían una gran molestia. Cortar una copia de película en proceso 2 sin atención especial a su construcción inusualmente laminada solía acabar en un mal corte que se atascara en el proyector. Incluso antes de que se descubrieran esos problemas, Technicolor tenía claro que esa idea de películas pegadas era solo una solución provisional, y ya estaban trabajando para desarrollar un proceso mejorado.

#### Proceso 3
Basándose en la misma técnica de transferencia de tinta que aplicó por primera vez en las películas Max Handschiegl en 1916, se desarrolló en 1928 el proceso 3 de Technicolor para eliminar la copia de proyección basada en dos películas pegadas y reemplazarla por una copia creada por tinta embebida. La cámara Technicolor del proceso 3 era idéntica a la del proceso 2 en todo, fotografiando dos fotogramas consecutivos en la misma película en blanco y negro tras filtros rojo y verde.
En el laboratorio, los fotogramas del filtro rojo se imprimían en una película de gelatina especialmente preparada (llamada «película matriz») para crear una filmación roja, y el resto de los fotogramas se imprimían en una segunda tira de película similar para crear una filmación verde. Al exponerla a una luz ultravioleta donde fuera necesario, la gelatina se endurecía en esas zonas. Las áreas no expuestas a la luz se lavaban dejando una especie de relieve de gelatina endurecida. Las dos películas matriz se sumergían en baños de tinte de sus colores complementarios. La tira de grabación roja se teñía de verde, y la de verde se teñía de rojo. Cuanto más dura estuviera la gelatina, mayor cantidad de tinta absorbería.
Durante la impresión final, las matrices se ponían en contacto con una tira de película emulsionada (conocida como «película en blanco») y la tinta se transfería de las matrices a la nueva copia. Con un mordiente a base de quitina desacetilizada que se aplicaba a la película en blanco antes de la impresión, se evitaba que la tinta se corriera. Como este proceso de transferencia de tinta se introdujo más o menos al mismo tiempo que el sistema de sonido en película, la emulsión de la película en blanco se adaptó a una película donde se imprimía primero la banda sonora en blanco y negro, y después se añadía la tinta.
La primera película realizada íntegramente en el proceso 3 de Technicolor fue The Viking (1928), que tenía música sincronizada y efectos de sonido. Redskin (1929), con música sincronizada, y The Mysterious Island (1929), parcialmente hablada, se rodaron casi íntegramente en este proceso, pero también incluían algunas secuencias en blanco y negro. Las siguientes películas se hicieron íntegra o casi íntegramente en el proceso 3 de Technicolor: On with the Show! (1929) (primera película 100% sonora en color), Gold Diggers of Broadway (1929), The Show of Shows (1929), Sally (1929), The Vagabond King (1930), Follow Thru (1930), Golden Dawn (1930), Hold Everything (1930), The Rogue Song (1930), Song of the Flame (1930), Song of the West (1930), The Life of the Party (1930), Sweet Kitty Bellairs (1930), Bride of the Regiment (1930), Mamba (1930), Whoopee! (1930), King of Jazz (1930), Under a Texas Moon (1930), Bright Lights (1930), Viennese Nights (1930), Woman Hungry (1931), Kiss Me Again (1931) y Fifty Million Frenchmen (1931). Además, también se realizaron numerosos cortometrajes en el proceso 3, incluyendo los primeros dibujos animados sonoros en color de productores como Ub Iwerks y Walter Lantz. Song of the Flame se convirtió en la primera película en color en panorámico (usando un sistema llamado Vitascope, que empleaba película de 65mm).
En 1931, se desarrolló una mejora del proceso 3 que eliminaba el granulado de la película, resultando en colores más vivos y brillantes. Este proceso se estrenó en la película de Radio Pictures titulada The Runaround (1931). El nuevo proceso no solo mejoraba el color, sino que también eliminaba las motas de la pantalla que anteriormente desenfocaban y reducían la visibilidad. Esta nueva mejora, junto con una reducción de coste (de 8,55 centavos a 7 centavos por pie de película) llevaron a un nuevo resurgimiento del color. Warner Brothers tomó la iniciativa produciendo tres películas (de un plan inicial de seis): Manhattan Parade (1932), Doctor X (1932) y Mystery of the Wax Museum (1933). Radio Pictures la siguió anunciando planes de hacer cuatro películas más en el nuevo proceso. Solo una de ellas, Fanny Foley Herself (1931), llegó a producirse. Aunque Paramount Pictures anunció planes de hacer ocho películas y Metro Goldwyn Mayer prometió dos películas en color, ninguna de ellas se materializó. Esto se debe a la tibia recepción del público de las nuevas películas en color. Se harían dos películas independientes más en este proceso 3 mejorado, Legong: Dance of the Virgins (1934) y Kliou the Tiger (1935).
Muy pocos de los negativos originales en Technicolor de esta época han sobrevivido. A finales de los cuarenta, la mayoría se purgaron de los archivos de los almacenes de Technicolor para hacer sitio, después de que los estudios rechazaron reclamar el material. Las copias originales en Technicolor que sobrevivieron hasta los cincuenta se solían usar para hacer copias en blanco y negro para televisión y después sencillamente se tiraban. Esto explica por qué tantas de las películas primitivas en color se conservan hoy únicamente en blanco y negro.
Warner Bros., que había pasado de exhibidor menor a estudio importante al introducir el cine sonoro, incorporó la impresión en Technicolor para realzar sus películas. Otros productores siguieron el ejemplo de Warner Bros. haciendo películas en color, ya fuera con Technicolor o con uno de sus competidores, como Brewster Color y Multicolor (después Cinecolor). Sin embargo, la introducción del color no mejoró las cifras de espectadores para hacerla rentable. Esto y la Gran Depresión dañaron severamente las finanzas de los estudios, y marcaron el final del primer éxito económico de Technicolor.

### Technicolor de tres tiras

#### Proceso 4: Desarrollo e introducción

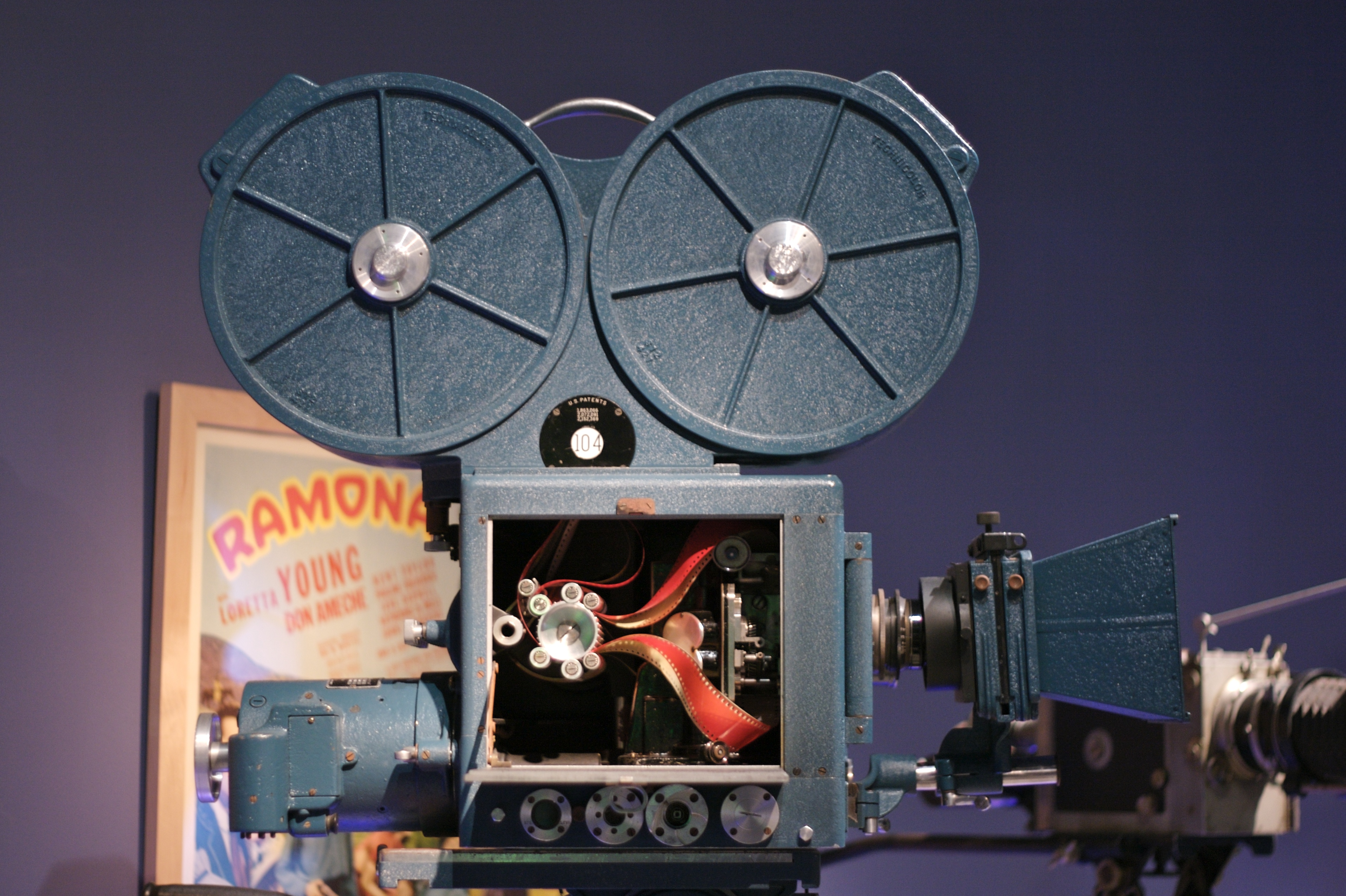
Cámara Technicolor de tres tiras de los años treinta

Ya desde 1924, Technicolor tenía en mente un proceso a todo color, y para 1929 la compañía estaba trabajando activamente en desarrollar ese proceso. Hollywood había hecho tanto uso de Technicolor entre 1929 y 1930 que muchos pensaban que la industria del cine pronto pasaría a producir exclusivamente en color. Para 1931, la Gran Depresión afectó a la industria del cine, que comenzó a hacer ajustes económicos. La producción en color se había reducido drásticamente para 1932, cuando Burton Wescott y Joseph A. Ball completaron el trabajo de desarrollar una nueva cámara en tres colores. Technicolor ahora podía prometer a los estudios un rango completo de colores, a diferencia del espectro limitado al rojo y al verde de las películas anteriores. La nueva cámara exponía simultáneamente tres tiras de película en blanco y negro. La luz que pasaba a través de la lente se dividía a través de un prisma en dos rayos de luz. Uno pasaba a través de un filtro verde, que bloqueaba la luz roja y azul y formaba una imagen en una tira de película pancromática (es decir, sensible a todo el espectro luminoso). El otro pasaba a través de un filtro magenta que bloqueaba la luz verde y se imprimían en un bipack de dos películas con sus lados emulsionados presionados juntos. La película frontal era sensible solo a la luz azul y solo filmaba el lazo azul del espectro. Su emulsión tenía una capa superficial de tinta naranja rojizo que evitaba que la luz azul llegara a la película pancromática justo debajo, que así solo registraba el lado rojo de la luz. Los tres negativos resultantes se usaban para producir tres matrices de impresión, que a su vez se usaban para imprimir imágenes de tinta superpuestas en cyan, magenta y amarillo en una sola tira de película, creando una copia de proyección a todo color.
Kalmus convenció a Walt Disney de que filmara una de sus Sinfonías tontas, Árboles y flores (1932) en el proceso 4, el nombre que se le dio al nuevo proceso de «tres tiras». Viendo el potencial del Technicolor a todo color, Walt Disney negoció un contrato para el uso en exclusiva del proceso que duraría hasta septiembre de 1935 (cuando otros estudios podrían producir películas en el nuevo sistema, pero no podrían estrenarlas hasta 1936). Competidores como los Fleischer Studios y el estudio de Ub Iwerks se quedaron atrás, teniendo que usar sistemas de Technicolor en dos colores o procesos de la competencia como Cinecolor.
Árboles y flores fue un éxito tanto de crítica como de público, y ganó el primer premio Óscar al mejor cortometraje de animación. Todas las siguientes Sinfonías tontas de 1933 en adelante se rodaron en tres colores. Una de ellas, Los tres cerditos (1933), consiguió una respuesta tan positiva de la audiencia que eclipsó a las películas con las que se proyectaba. Hollywood volvió a inclinarse hacia el cine en color. Según la revista Fortune, «Merian C. Cooper, productor de RKO Radio Pictures y director de King Kong (1933), vio una de las Sinfonías tontas y dijo que nunca más querría hacer una película en blanco y negro».
Aunque los primeros 60 y tantos cortometrajes de animación de Disney en Technicolor usaron la cámara de tres tiras, se creó un proceso de «exposición sucesiva» alrededor de 1937 pensado para el trabajo de animación: La cámara tendría una tira de negativo en blanco y negro, y cada celda de animación se fotografiaría tres veces, en tres fotogramas consecutivos, tras filtros alternativos rojo, verde y azul (la llamada «Rueda de color Technicolor»). Así se creaban tres matrices de transferencia de tinta a partir de las filmaciones en rojo y azul, en sus respectivos colores complementarios, cyan, magenta y amarillo.

#### Rodando metraje en Technicolor, 1932-1955
Las ventajas del proceso de Technicolor sobre los primeros procesos de color casi natural eran que se trataba de un método de síntesis sustractiva, en lugar de aditiva: a diferencia de los procesos aditivos Kinemacolor y Chronochrome, las copias en Technicolor no necesitaban un equipamiento de proyección especial. A diferencia del proceso aditivo Dufaycolor, la imagen proyectada no debía pasar por una capa de filtro de color basada en un mosaico obstructivo. Lo más importante, comparado con otros sistemas sustractivos, Technicolor ofrecía el mejor balance entre alta calidad de imagen y velocidad de impresión.
La cámara del proceso 4 de Technicolor contenía filtros, un separador de luz consistente en una superficie parcialmente reflectante dentro de un prisma separador en forma de cubo, y tres rollos separados de película en blanco y negro (de ahí el nombre de «tres tiras»). El separador de luz permitía que un tercio de la luz que pasaba a través de la lente cruzara por el reflector y un filtro verde, para formar la imagen de una de las tres tiras, que grababa solo el componente verde del espectro luminoso. Los otros dos tercios se reflejaban por el espejo hacia abajo y pasaban por un filtro magenta, que absorbía la luz verde y permitía solo el paso de la zona roja y azul del espectro. Tras este filtro estaban las otras dos tiras de película, con sus respectivas emulsiones presionadas en contacto. La película frontal era de tipo ortocromático ciega al rojo que registraba solo la luz azul. En la superficie de su emulsión había una cobertura roja anaranjada que evitaba que la luz azul llegara a la emulsión pancromática de la película detrás de ella, registrando así solo la parte roja del espectro.
Cada uno de los tres negativos resultados se imprimía en una película matriz especial. Tras el procesamiento, cada matriz era una representación casi invisible de los fotogramas de película en forma de relieves de gelatina, más gruesos (y por tanto más absorbentes) donde cada imagen era más oscura, y más delgado donde era más luminosa. Cada matriz se sumergía en una tinta del color complementario al registrado en el negativo correspondiente: cyan para el rojo, magenta para el verde y amarillo para el azul.
Una sola tira de película en blanco y negro con la banda sonora y las líneas separadoras de fotogramas que se había impreso en anticipación con una solución mordiente, y después se ponía en contacto con cada una de las matrices de tinta, construyendo así la imagen en color. La gelatina de la cobertura de gelatina era absorbida o embebida por la película receptora, en lugar de ser depositada en su superficie, de ahí el término de «incrustamiento de tinta». Hablando con propiedad, esto es un proceso de impresión mecánica, ligeramente similar a la impresión ófset o a la litografía, y no un proceso fotográfico, ya que la impresión real no incluye un cambio químico provocado por la exposición a la luz.
En los primeros tiempos del proceso, la película receptora se imprimía en un 50% con una imagen en blanco y negro derivada de la película verde, llamada filmación clave o K (de Key). Este proceso se usaba principalmente para cubrir los bordes finos de la imagen donde los colores se mezclaban de forma poco realista, formando una especie de franjas de color. Este negro adicional aumentaba el contraste de la imagen final y ocultaba cualquier franja. Sin embargo, el colorido global se veía perjudicado como resultado. En 1944, Technicolor había mejorado el proceso para resolver esas dificultades, y la filmación J se eliminó.

#### Convenciendo a Hollywood

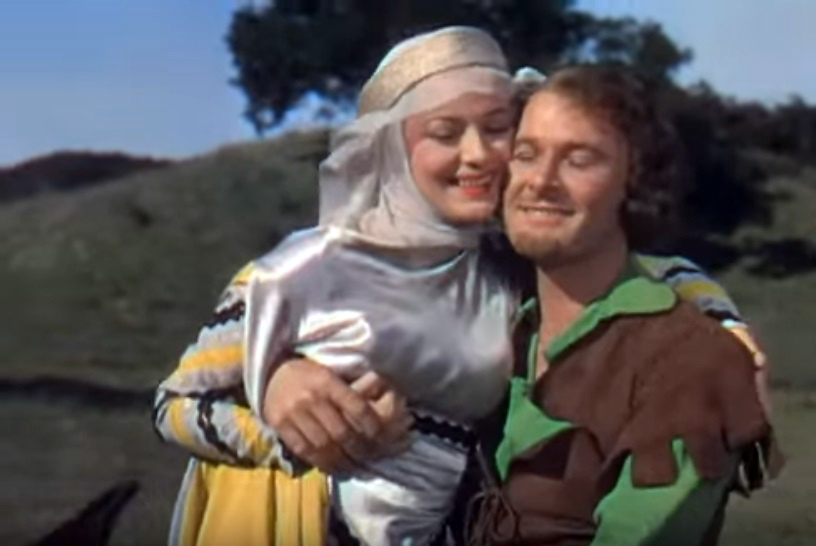
Imagen de The Adventures of Robin Hood, rodada en Technicolor y estrenada en 1938.

Los estudios estaban dispuestos a adoptar el Technicolor de tres colores para producción de imagen real, si se probaba su viabilidad. Filmar en Technicolor de tres colores requería una iluminación muy brillante, ya que la película era de una extremada lentitud de ASA 5. Eso, y el tamaño de las cámaras y falta de experiencia con la cinematografía en tres colores provocó escepticismo en los comités de los estudios.
Un artículo de la revista Fortune en octubre de 1934 dijo que Technicolor, como corporación, destacaba en el hecho de que mantuvo a sus inversores bastante contentos a pesar del hecho de que solo habían sido rentables dos veces en toda su existencia, durante el primer boom en el cambio de década. Siendo una compañía bien administrada, la mitad de cuyo stock estaba en control de leales a Kalmus, Technicolor nunca tuvo que ceder ningún control a sus banqueros o a inversores hostiles. A mediados de los años treinta, todos los estudios mayoritarios salvo MGM estaban en problemas económicos, y un proceso en color que reprodujera de verdad todo el espectro visual apareció como un posible pistoletazo para la industria enfermiza.
En noviembre de 1933, Herbert Kalmus de Technicolor y RKO anunciaron planes de producir películas en Technicolor de tres tiras en 1934, comenzando con Ann Harding de protagonista en una película titulada The World Outside.
El uso del Technicolor en acción real se vio por primera vez en un número musical de la película de la MGM The Cat and the Fiddle, estrenada el 16 de febrero de 1934. El 1 de julio, MGM publicó Hollywood Party, con una secuencia de animación en Technicolor producida por Walt Disney. El 28 de julio del mismo año, Warner Brothers publicó Service With a Smile, seguido por Good Morning, Eve! el 5 de agosto, dos cortometrajes cómicos protagonizados por Leon Errol y rodados en Technicolor de tres tiras. Pioneer Pictures, una compañía de cine formada por inversores de Technicolor, produjo la película que suele ser acreditada como el primer cortometraje de acción real en tres colores, La cucaracha, estrenado el 31 de agosto de 1934. La cucaracha es un cortometraje de dos bobinas de extensión de comedia musical que costó 65.000 dólares, aproximadamente cuatro veces más que una película de duración similar en blanco y negro hubiera costado. Publicada por RKO, el mediometraje fue un éxito en introducir el nuevo Technicolor como un medio viable para películas de acción real. El proceso de tres tiras también se usó para varias secuencias cortas de películas rodadas durante 1934, incluyendo las secuencias finales de The House of Rothschild, de 20th Century Pictures y United Artists con George Arliss, y Kid Millions (de Samuel Goldwyn Studios) con Eddie Cantor.
La actriz dominicana que triunfo en Hollywood en Universal Studios María Montez fue nombrada como La Reina del Technicolor esta protagonizó una serie de películas de aventuras en technicolor que fue la atracción por parte de todo el público y lo popularizó mucho más en Hollywood.
La película Becky Sharp (1935) se convirtió en el primer largometraje rodado íntegramente en Technicolor de tres tiras. Inicialmente el sistema en Technicolor solo se podía usar en interiores. En 1936, El camino del pino solitario se convirtió en la primera producción con secuencias en exteriores, con resultados impresionantes. El espectacular éxito de Blancanieves y los siete enanitos (1937), estrenada en diciembre de 1937 y que fue la película de mayor recaudación de 1938, atrajo la atención de los estudios.

#### Limitaciones y dificultades
Una de las mayores desventajas del proceso de tres tiras de Technicolor era que requería cámaras especiales, enormes y muy pesadas. Los estudios de cine no podían comprar cámaras Technicolor, solo alquilarlas para sus producciones, junto con técnicos de cámara y un «supervisor de color» para asegurar que los decorados, el vestuario y el maquillaje no fueran más allá de las limitaciones del sistema. Con frecuencia en muchas de las producciones iniciales, la supervisora era Natalie Kalmus, exmujer de Herbert Kalmus y dueña de una parte de la compañía. Los directores tuvieron grandes dificultades con ella; Vincente Minelli dijo, «No podía hacer nada bien a ojos de la Sra. Kalmus».
El proceso de dividir la imagen reducía la luz que llegaba a la película. Como la velocidad de exposición de la misma era bastante lenta, las primeras producciones en Technicolor requerían una mayor cantidad de iluminación respecto a una producción en blanco y negro. Hay constancia de que las temperaturas en el plató de El mago de Oz por los calientes focos del estudio solían pasar de 38 °C, y algunos de los actores con más maquillaje y vestuario requerían grandes cantidades de consumo de agua. Algunos actores y actrices reclamaron haber sufrido daños oculares permanentes por los altos niveles de iluminación. Por el aumento de iluminación y la triple cantidad de película necesaria, Technicolor exigía presupuestos elevados.

#### Introducción de Eastmancolor y decadencia

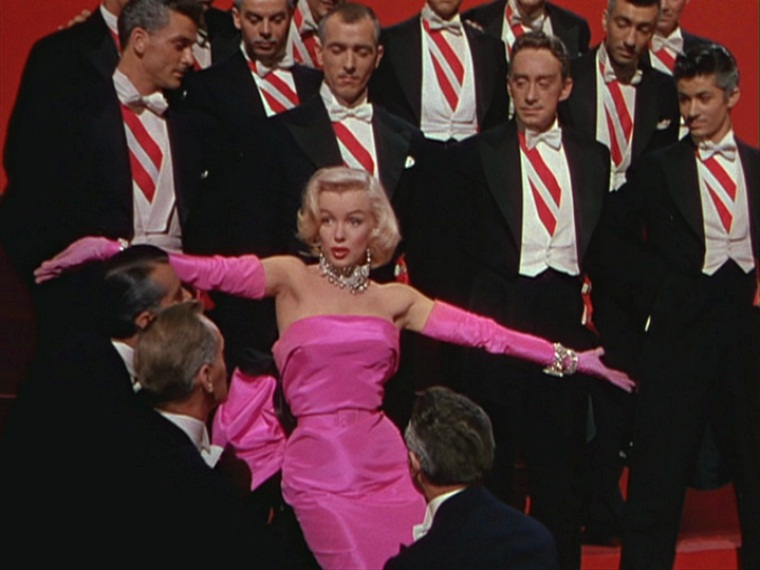
Los caballeros las prefieren rubias (1953), un ejemplo de rodaje en Technicolor en el Hollywood de los años cincuenta.

Eastman Kodak ya había introducido películas en color que registraban los tres colores primarios en tres capas de emulsión en una sola película a mediados de los años 30 en Estados Unidos (Kodachrome para películas domésticas de 16mm en 1935, y después para películas caseras de 8 y 35mm en 1936), y Agfa lo había hecho en Alemania con Agfacolor Neu tanto para películas domésticas como para diapositivas un poco más tarde en 1936). Technicolor introdujo Monopack, un sistema de color en una sola tira en 1941 para su uso en localizaciones donde no se pudiera utilizar las pesadas cámaras de tres tiras. Sin embargo, su mayor granulado impedía su uso para trabajo en estudio.
Eastman Kodak introdujo su primer negativo de película de cine en color de 35mm en 1950. La primera película comercial que usó Eastmancolor fue el documental del National Film Board of Canada Royal Journey, estrenado en diciembre de 1951. En 1952, presentaron una versión mejorada apta para la producción en Hollywood. Esto permitió que se obtuvieran copias en Technicolor a partir de un solo negativo y una cámara convencional. Foxfire, rodada por Universal en 1954, y protagonizada por Jane Russell y Jeff Chandler, fue la última película estadounidense rodada con cámaras de Technicolor de tres tiras.
En 1952, Eastman Kodak introdujo una película de color de alta calidad, permitiendo a los estudios producir copias a través de procesos fotográficos estándar sin tener que enviarlos a Technicolor para el caro proceso de embebido de tinta. Ese mismo año, el laboratorio de Technicolor adaptó su proceso de transferencia de tinta para crear matrices e impresiones embebidas directamente de negativos Eastmancolor, así como de otros stocks de color como Ansco y Dupont.
Technicolor presentó su cámara estereoscópica para películas en 3D en marzo de 1953. El sistema usaba dos cámaras de tres tiras, rodando un total de seis tiras de una vez (tres para el ojo derecho y tres para el izquierdo). Solo se rodaron dos películas en este formato: Flight to Tangier (1953) y la comedia de Martin and Lewis Money From Home (1954). Un sistema similar pero diferente lo había usado una compañía diferente, que alineó dos cámaras de tres tiras una al lado de la otra para un cortometraje británico titulado Royal River.
En 1954, Technicolor hizo copias con menos transferencia de tinta para el formato en negativo de gran formato VistaVision. También adaptaron su proceso para usarlo con Todd-AO, Ultra Panavision 70 y Technirama. Todos ellos suponían una mejora respecto a los negativos de tres tiras, ya que los negativos anteriores generaban copias de un granulado mucho mayor.
Para mediados de los sesenta, el proceso de transferencia de tinta perdió el favor de Estados Unidos al considerarse demasiado caro y lento en producir copias. Con el aumento de salas en Estados Unidos, la cantidad estándar de entre 200 y 250 copias se elevó. Y aunque el sistema de transferencia de tinta proporcionaba una mayor calidad de color, el número de copias de alta velocidad que podían producirse en laboratorios por todo el país sobrepasó a las reducida y lenta cantidad de copias que se podían hacer únicamente en los laboratorios de Technicolor. La última película estadounidense estrenada antes de que Technicolor cerrara su planta de impresión fue El padrino II (1974).
En 1975, se cerró la planta estadounidense de transferencia de tinta, y Technicolor se convirtió en procesador únicamente de Eastman. En 1977, la última impresora que quedaba la usó Dario Argento para hacer copias de su película de terror Suspiria. En 1980, la planta italiana de Technicolor cesó su actividad de impresión.
La línea británica se cerró en 1978 y se vendió a Beijing Film y Video Lab en China. Muchas películas de China y Hong Kong se hicieron con el proceso de transferencia de tinta de Technicolor, incluyendo Ju Dou de Zhang Yimou, e incluso una película estadounidense, Space Avenger (1989), dirigida por Richard W. Haines. La línea de Beijing se cerró en 1993 por unas cuantas razones, incluyendo el procesamiento inferior.

### Reintroducción del proceso de transferencia de tinta
En 1997, Technicolor reintrodujo el proceso de transferencia de tinta en la producción general de cine. Una versión refinada del proceso de impresión de los sesenta y setenta se utilizó de forma limitada en la restauración de películas como El mago de Oz, La ventana indiscreta, Funny Girl y Apocalypse Now Redux.
Tras su reintroducción, usaron el proceso en varias películas modernas de alto presupuesto de Hollywood, incluyendo Bulworth, Pearl Harbor y Toy Story. La apariencia distinguida que logra este proceso, y que suelen buscar los cineastas para recrear la época del mayor auge de Technicolor, es difícil de obtener mediante procesos convencionales de alta velocidad y es una de las explicaciones por la duradera demanda y la credibilidad del proceso.
En 2002, Technicolor eliminó el proceso de transferencia de tinta después de que Thomson comprara la compañía. Thomson después cambiaría su nombre en 2010 a Technicolor SA.

## Transferencia de tinta de Technicolor en archivo
Para finales de los noventa, el proceso de transferencia de tinta aún ofrecía ventajas en la comunidad de archivos cinematográficos. Como el proceso usaba tintes ácidos estables, las copias de Technicolor se consideran de calidad de archivo. Una copia en Technicolor de la época de la transferencia de tinta podía retener los colores originales virtualmente sin cambios durante décadas con la conservación adecuada, mientras que las copias impresas en Eastmancolor anteriores a 1983 sufrían una degradación de color tras verse expuesta a la luz ultravioleta y a condiciones de calor y humedad como resultado de sus tintes fotoquímicos más inestables. En muchos casos, la degradación es tan rápida que en cuestión de apenas cinco a diez años, solo se conserva el color magenta en la película.
Un artículo sobre la restauración de La guerra de las galaxias afirmó que se hizo uso de una rara copia de la película en transferencia de tinta que le hicieron al director George Lucas en el laboratorio británico de Technicolor durante su primera exhibición para que sirviera de referencia de color para la restauración. El artículo afirmaba que las copias convencionales en color de la película se habían degradado con los años de una forma tal que no había dos que tuvieran el mismo balance de color. Sin embargo, por esa diferencia de balances de color, las copias de transferencia de tinta, servían a los profesionales de la restauración solo como una guía en bruto.
Además, los negativos de tres tiras están todos basados en material basado en plata en blanco y negro, que se ha mantenido inalterable a lo largo del tiempo mediante una conservación adecuada. Esto ha sido de especial importancia en los últimos años con el amplio mercado de películas transferidas a formatos de video doméstico. La mejor calidad de color para transferencia a video se consigue con diferencia a partir de los negativos ópticos de Technicolor, o recombinando los negativos de forma digital e imprimiéndolo a bajo contraste.
Un problema que ha resultado de los negativos en Technicolor es el radio de encogimiento de imagen entre una tira y otra. Como los tres negativos se rodaron en tres rollos, están sujetos a diferentes radios de encogimiento cada una, dependiendo de las condiciones de almacenamiento. Hoy en día, la tecnología digital permite una realineación precisa de los negativos redimensionando los negativos encogidos digitalmente para que encajen con los otros negativos. Se suele tomar el negativo verde como referencia, ya que es el negativo que tiene una mayor resolución. También es el negativo con la mejor posición respecto a la lente de la cámara. El encogimiento y el realineamiento no son problema con los sistemas de exposición sucesiva (en tres colores en un solo rollo). Este problema se podría haber eliminado de los títulos en tres tiras si se hubieran conservado en exposición sucesiva los positivos, pero esto hubiera requerido que los elementos de conservación hubieran medido entre 1 y 2 km de longitud, mientras que los elementos en tres tiras compuestas ocupan entre 300 y 600 metros.
Uno de los problemas que la reproducción moderna ha tenido que afrontar es que el contraste de las tres tiras de película no es el mismo. Esto da el efecto en las copias en Technicolor que (por ejemplo) hacen fundidos, que se produzcan cambios en el balance de color de la imagen mientras esta funde. La transferencia a medios digitales ha intentado corregir estas divergencias de color, y ha tenido un amplio éxito. Sin embargo, aún quedan algunos defectos, por ejemplo en las partes saturadas de la imagen podría mostrarse algún color falso. Cuando se incluye en una toma la imagen de una llama, raramente se verá del esperado color anaranjado/amarillento, soliendo aparecer de color verde.

## Technicolor hoy en día
La compañía Technicolor fue una firma de proceso de cine de gran éxito, y después trabajaron en la duplicación de audio y video en VHS, CD y DVD, y en procesos de video digital. MacAndrews & Forber adquirieron Technicolor en 1982 por 100 millones de dólares, después la vendieron en 1988 a la firma británica Carlton Communications PLC por 780 millones de dólares. Technicolor Inc adquirió la compañía de procesamiento de película Consolidated Film Industries en 2000. Desde 2001, Technicolor ha sido parte del conglomerado de electrónica y medios basado en Francia antes conocido como Thomson. El 1 de febrero de 2010, el grupo Thomson se renombró a «Technicolor», adquiriendo para toda la compañía el nombre de su subsidiaria tecnológica americana.
La estética visual de la transferencia de tinta de Technicolor sigue usándose en Hollywood, normalmente en películas ambientadas a mediados del siglo XX. Partes de El aviador, el biopic de Howard Hughes, se manipularon digitalmente para imitar los procesos de color disponibles durante los periodos en que tenía lugar cada escena. El aspecto de dos colores de la película es citado incorrectamente como de apariencia del sistema de Technicolor de dos colores, cuando en realidad es un facsímil del propio sistema de color de Hughes, Multicolor. La apariencia de Technicolor de tres tiras comienza después del noticiario de Hughes cuando hace el primer vuelo alrededor del mundo.